# Heterospilus cushmani
Heterospilus cushmani (лат.) — вид наездников рода Heterospilus из подсемейства Doryctinae семейства бракониды (Braconidae). Встречаются в Центральной Америке: эндемик Коста-Рики.

## Описание
Мелкие перепончатокрылые насекомые, длина около 3,5 мм. Коричневые (ноги светлее); скапус и ноги жёлтые. Жгутик жёлтый апикально до коричневого в базальной части (состоит из 19+ члеников). Голова в основном гранулированная (лоб, лицо, вертекс). Мезоскутум гранулированный, мезоплеврон гладкий. Расстояние между сложным глазом и простым глазком (оцеллием) более чем в 2 раза превышает диаметр бокового простого глазка. Маларное пространство больше в 0,3 раза чем высота глаза. Первый тергит брюшка продольно бороздчат. 4-6-й тергиты гладкие.  Жилка r переднего крыла равна 75 % от жилки 3RSa. В переднем крыле развита радиомедиальная жилка. Передняя голень с единственным рядом коротких шипиков вдоль переднего края. На задних тазиках ног есть отчётливый антеровентральный базальный выступ, вертекс головы сбоку у глаз нерезко угловатый. Предположительно, как и другие виды рода Heterospilus, паразитируют на жуках или бабочках. Вид был впервые описан в 2013 году американским гименоптерологом Полом Маршем (Paul M. Marsh; Норт-Ньютон, Канзас, США) с группой американских коллег-энтомологов (Wild Alexander L., Whitfield James B.; Иллинойсский университет в Урбане-Шампейне, Эрбана, Иллинойс, США) и назван в честь Р. А. Кушмана (R. A. Cushman), специалиста по наездникам-браконидам, работавшего в начале 1900-х годов. От близких видов (например, от Heterospilus nigricoxus) отличается коричневой стигмой и полностью жёлтыми ногами.